# Marc Missonnier
Pour les articles homonymes, voir Missonnier.
 (septembre 2020).
Si vous disposez d'ouvrages ou d'articles de référence ou si vous connaissez des sites web de qualité traitant du thème abordé ici, merci de compléter l'article en donnant les références utiles à sa vérifiabilité et en les liant à la section « Notes et références ».
Marc Missonnier est un producteur de cinéma français, né le 21 novembre 1970 à Oran, en Algérie.

## Biographie
Né en 1970, Marc Missonnier est diplômé de Sciences-Po Paris (1992) et de la Fémis (1996) département Production. Il crée sa première société de production, Fidélité productions en 1995, encore étudiant à la Fémis, où il rencontre Olivier Delbosc, qui sera son associé pendant 20 ans.
D’abord producteur de courts métrages (plus d’une quarantaine), Marc Missonnier a depuis 1998 et son premier long métrage, Sitcom de François Ozon, produit près de 80 films, comptant de nombreuses coproductions internationales ainsi que des sélections dans les plus grands festivals.
Après près de 20 ans à la tête de Fidélité avec Olivier Delbosc, il crée Moana Films en 2015. Depuis sa création, Moana Films a produit une dizaine de longs métrages. Moana Films a également une filiale de production de séries pour les télévisions et les plateformes (Lincoln TV), dans laquelle Marc Missonnier a une associée, Christine de Bourbon-Busset, et une société d'édition musicale (Haute Fidélité).
Il est également investi dans différentes activités au sein de la profession, dont les plus récentes :
- Président de l’association des producteurs de cinéma (APC) pendant 3 ans
- Membre du Conseil d’Administration du festival de Cannes (3 ans)
- Vice-Président du Troisième collège de l’avance sur recettes du CNC (1 an)
- Création de l’association « Solidarité Cinéma » (depuis avril 2020)

Sa propre société de production Moana Films produit depuis peu des longs métrages grand public.
En 2014, il est considéré par Télérama, aux côtés d'Olivier Delbosc, parmi le « Top 50 » de ceux qui « ont le pouvoir et le talent de lever de l'argent, faire naître des films, les rendre populaires ».

## Filmographie

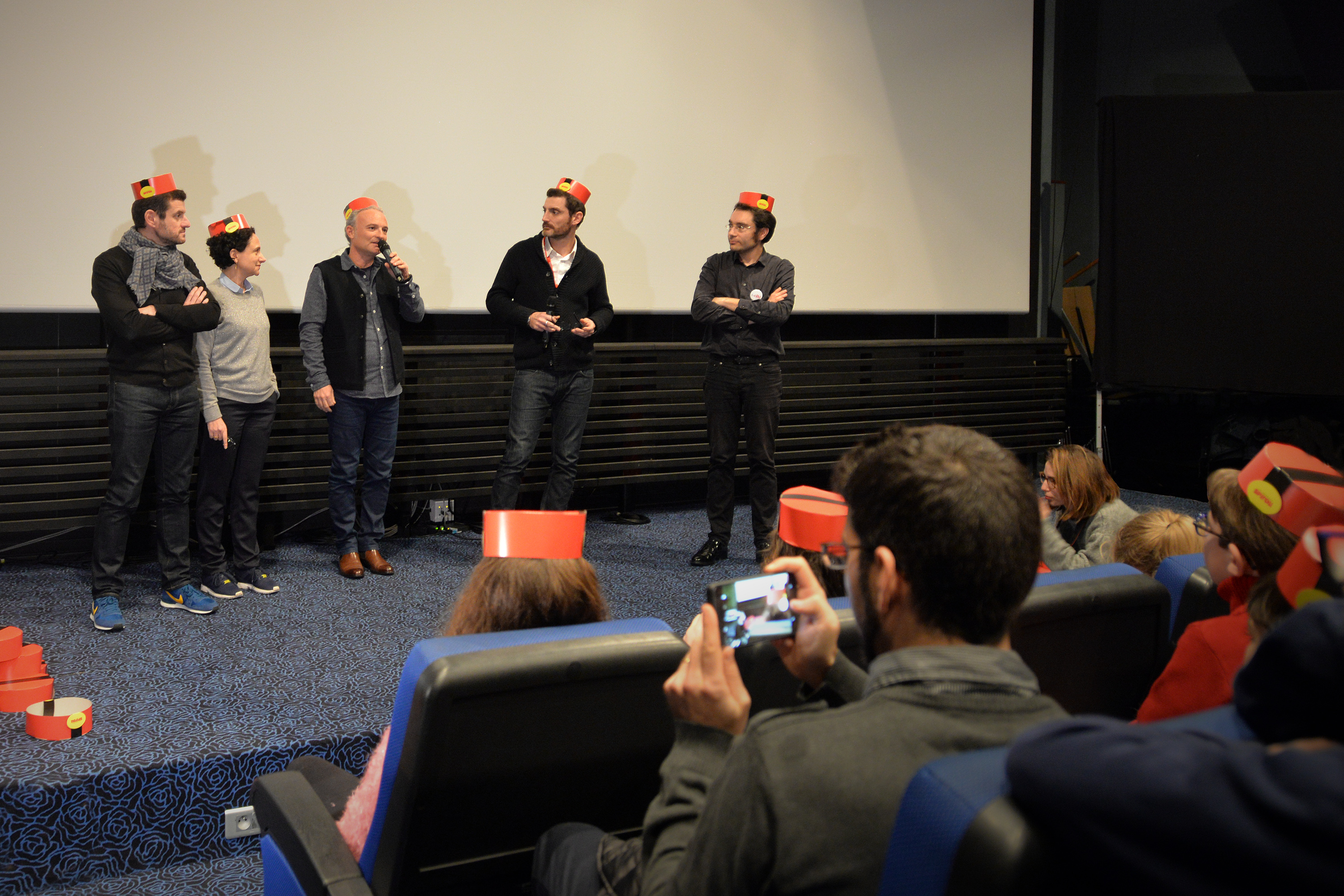
Marc Missonnier au micro à l'avant-première de Les Aventures de Spirou et Fantasio.

- 1997 : Regarde la mer de François Ozon
- 1998 : Sitcom de François Ozon
- 1999 : Les Amants criminels de François Ozon
- 2000 : Sous le sable de François Ozon
- 2000 : Promenons-nous dans les bois de Lionel Delplanque
- 2000 : Gouttes d'eau sur pierres brûlantes de François Ozon
- 2001 : Un jeu d'enfants de Laurent Tuel
- 2002 : La Maîtresse en maillot de bain de Lyèce Boukhitine
- 2002 : Huit Femmes de François Ozon
- 2002 : Samouraïs de Giordano Gederlini
- 2002 : Bloody Mallory de Julien Magnat
- 2002 : Requiem de Hervé Renoh
- 2002 : No debes estar aqui de Jacobo Rispa
- 2003 : L'Idole de Samantha Lang
- 2003 : Maléfique d'Éric Valette
- 2003 : Swimming Pool de François Ozon
- 2003 : Janis et John de Samuel Benchetrit
- 2003 : Utopia de Maria Ripoll
- 2004 : Mensonges et trahisons et plus si affinités... de Laurent Tirard
- 2004 : 5×2 de François Ozon
- 2004 : Je suis un assassin de Thomas Vincent
- 2004 : Tout le plaisir est pour moi
- 2004 : Podium de Yann Moix
- 2005 : Combien tu m'aimes ? de Bertrand Blier
- 2005 : L'Avion de Cédric Kahn
- 2005 : Le Temps qui reste de François Ozon
- 2005 : Anthony Zimmer de Jérôme Salle
- 2005 : La Jungle de Matthieu Delaporte
- 2006 : Quatre étoiles de Christian Vincent
- 2006 : Jean-Philippe de Laurent Tuel
- 2006 : Mon meilleur ami de Patrice Leconte
- 2007 : Le Serpent d'Éric Barbier
- 2007 : Molière de Laurent Tirard
- 2007 : Angel de François Ozon
- 2007 : Actrices de Valeria Bruni Tedeschi
- 2008 : Promets-moi d'Emir Kusturica
- 2008 : J'ai toujours rêvé d'être un gangster de Samuel Benchetrit
- 2008 : Dorothy d'Agnès Merlet
- 2008 : Pour elle de Fred Cavayé
- 2008 : Maradona d'Emir Kusturica
- 2009 : De l'autre côté du lit de Pascale Pouzadoux
- 2009 : Le Petit Nicolas de Laurent Tirard
- 2009 : Et après de Gilles Bourdos
- 2009 : L'Enfant de Kaboul de Barmak Akram
- 2010 : Sans laisser de traces de Grégoire Vigneron
- 2010 : Enter the Void de Gaspar Noé
- 2010 : Les Trois Prochains Jours de Paul Haggis
- 2010 : Neds de Peter Mullan
- 2011 : The Prodigies d'Antoine Charreyron
- 2011 : La Chance de ma vie de Nicolas Cuche
- 2011 : Toi, moi, les autres d'Audrey Estrougo
- 2011 : Chez Gino de Samuel Benchetrit
- 2011 : La Croisière de Pascale Pouzadoux
- 2011 : Hideaways d'Agnès Merlet
- 2011 : Playoff d'Eran Riklis
- 2012 : Astérix et Obélix : Au service de sa Majesté de Laurent Tirard
- 2012 : 360 de Fernando Meirelles
- 2013 : Renoir de Gilles Bourdos
- 2013 : La Grande Boucle de Laurent Tuel
- 2013 : Elle s'en va d'Emmanuelle Bercot
- 2014 : Une promesse de Patrice Leconte
- 2014 : Les Vacances du Petit Nicolas de Laurent Tirard
- 2014 : Sous les jupes des filles d'Audrey Dana
- 2014 : L'Homme qu'on aimait trop d'André Téchiné
- 2014 : Une heure de tranquillité de Patrice Leconte
- 2015 : Marguerite de Xavier Giannoli
- 2015 : La Dernière Leçon de Pascale Pouzadoux
- 2016 : L'Odyssée de Jérôme Salle
- 2016 : Quand on a 17 ans d'André Téchiné
- 2016 : Bienvenue à Marly-Gomont de Julien Rambaldi
- 2017 : Django d'Étienne Comar
- 2017 : Si j'étais un homme d'Audrey Dana
- 2017 : Knock de Lorraine Lévy
- 2018 : Les Aventures de Spirou et Fantasio d'Alexandre Coffre
- 2018 : Gueule d'ange de Vanessa Filho
- 2019 : Qu'un sang impur... d'Abdel Raouf Dafri
- 2021 : Opération Portugal de Frank Cimière
- 2023 : La Marginale de Franck Cimière
- 2023 : La Tresse de Laëtitia Colombani
- 2024 : Opération Portugal 2 : La Vie de château de Frank Cimière

## Distinctions
- Chevalier de l'ordre national du Mérite (2015)[4]